# Acropora palmata
El Acropora palmata es una especie de coral de la familia Acroporidae, orden Scleractinia.
Su nombre común es coral cuerno de alce, pues su estructura se asemeja mucho a la de los cuernos de alce. Es considerado como uno de los corales de arrecife más importante en el Caribe. Esta especie de coral es de estructura compleja, con muchas ramas grandes. Estas ramas crean hábitats para muchas especies como langostas, peces loro, pargos, y otros peces de arrecife de coral. 

## Morfología
Forma las colonias coralinas más grandes de todas las especies de Acropora, comúnmente con 4 m de ancho, 2 m de alto y 0.4 m de grueso en la base. Las ramas son cónicas, muy gruesas, paralelas, oblicuamente inclinadas y horizontalmente aplanadas hacia sus extremos. Los coralitos son tubulares y desiguales en tamaño. Los coralitos axiales, si los forman, son indistintos.
Las colonias de coral cuerno de alce tienen un extraordinario rápido crecimiento, con una tasa promedio de 5-10 cm por año, alcanzando su tamaño máximo en un periodo de entre 10 y 12 años.
El color de esta especie es café, verde o amarillo-marrón. El color es el resultado de la combinación de los pigmentos y las zooxantelas simbióticas que viven dentro del tejido del coral. Los coralitos axiales son blancos, al no poseer zooxantelas, porque son alimentados por el resto de la colonia, por esta razón los extremos de las ramas, donde se ubican, son blancos.

## Alimentación
Los pólipos contienen algas simbióticas llamadas zooxantelas. Las algas realizan la fotosíntesis produciendo oxígeno y azúcares, que son aprovechados por los pólipos, y se alimentan de los catabolitos del coral (especialmente fósforo y nitrógeno). Esto les proporciona entre el 75 y el 95 % de sus necesidades alimenticias. El resto lo obtienen atrapando plancton microscópico y materia orgánica disuelta en el agua.

## Reproducción
La mayoría de la reproducción del coral cuerno de alce se produce asexualmente, lo que ocurre cuando una rama del coral se rompe y se une al sustrato, dando origen a la formación de una nueva colonia (fragmentación). El grado estándar con el cual se reproducen por fragmentación varía en el Caribe, pero, más o menos, el 50 % de las colonias son resultado de la fragmentación, en lugar de la reproducción sexual. 
La reproducción sexual se produce una vez al año, en agosto o septiembre, cuando las colonias de coral liberan millones de gametos por el desove de difusión. Sexualmente son hermafroditas simultáneos, lo que quiere decir que las colonias generan gametos masculinos y femeninos, lanzando simultáneamente al exterior sus células sexuales, siendo por tanto la fecundación externa. Los huevos una vez en el exterior, permanecen a la deriva arrastrados por las corrientes varios días, más tarde se forma una larva plánula que, tras deambular por la columna de agua marina, y en un porcentaje de supervivencia que oscila entre el 18 y el 25 %, según estudios de biología marina, cae al fondo, se adhiere a él y comienza su vida sésil, secretando carbonato cálcico para conformar un esqueleto de aragonita, o coralito. Posteriormente, forman la colonia mediante la división de los pólipos por gemación.

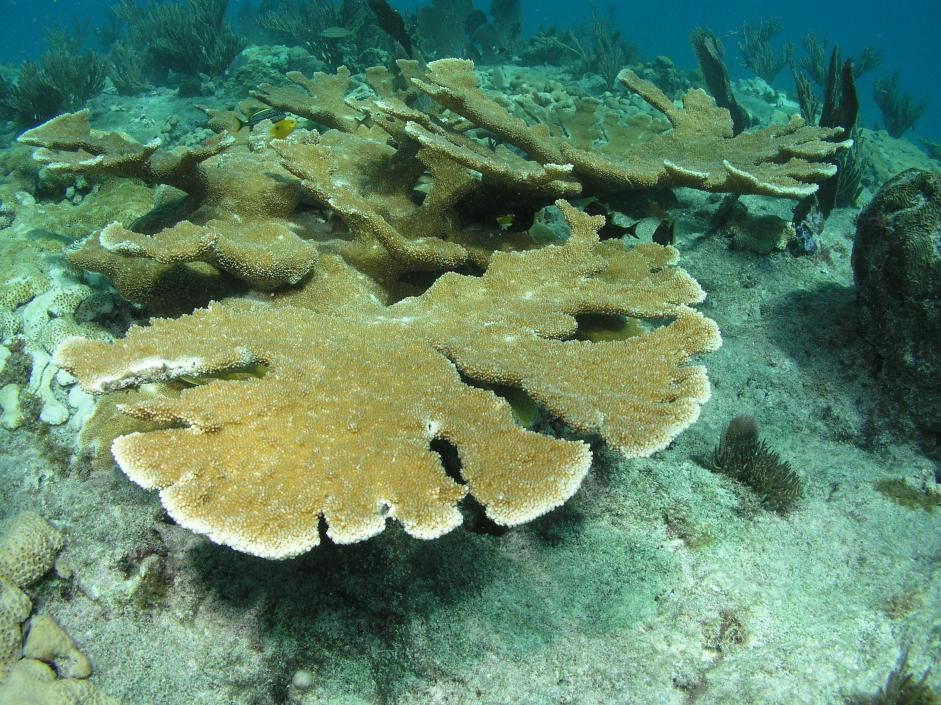
A. palmata en Florida, EE.UU.
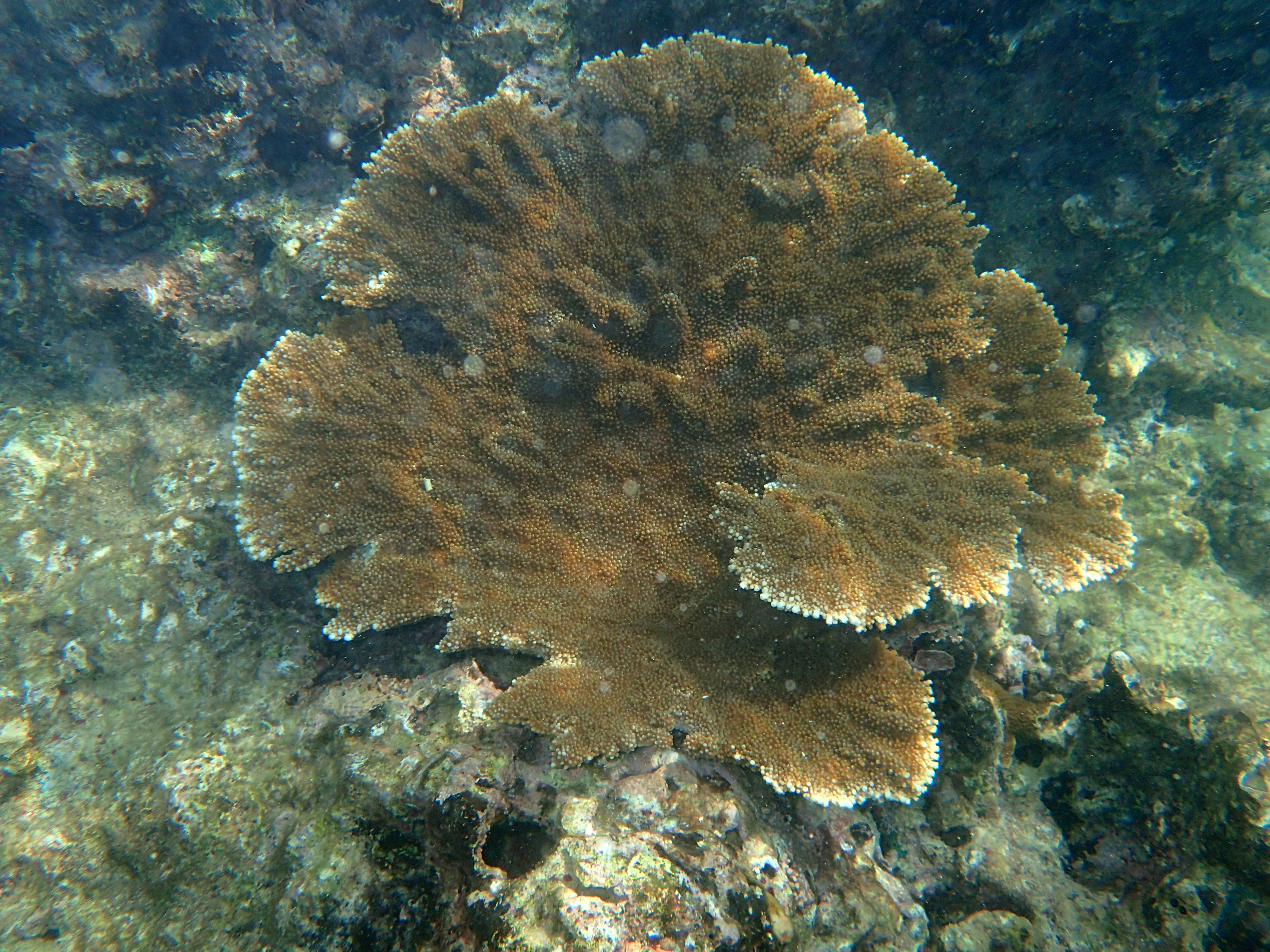
Joven A. palmata en Barbados.
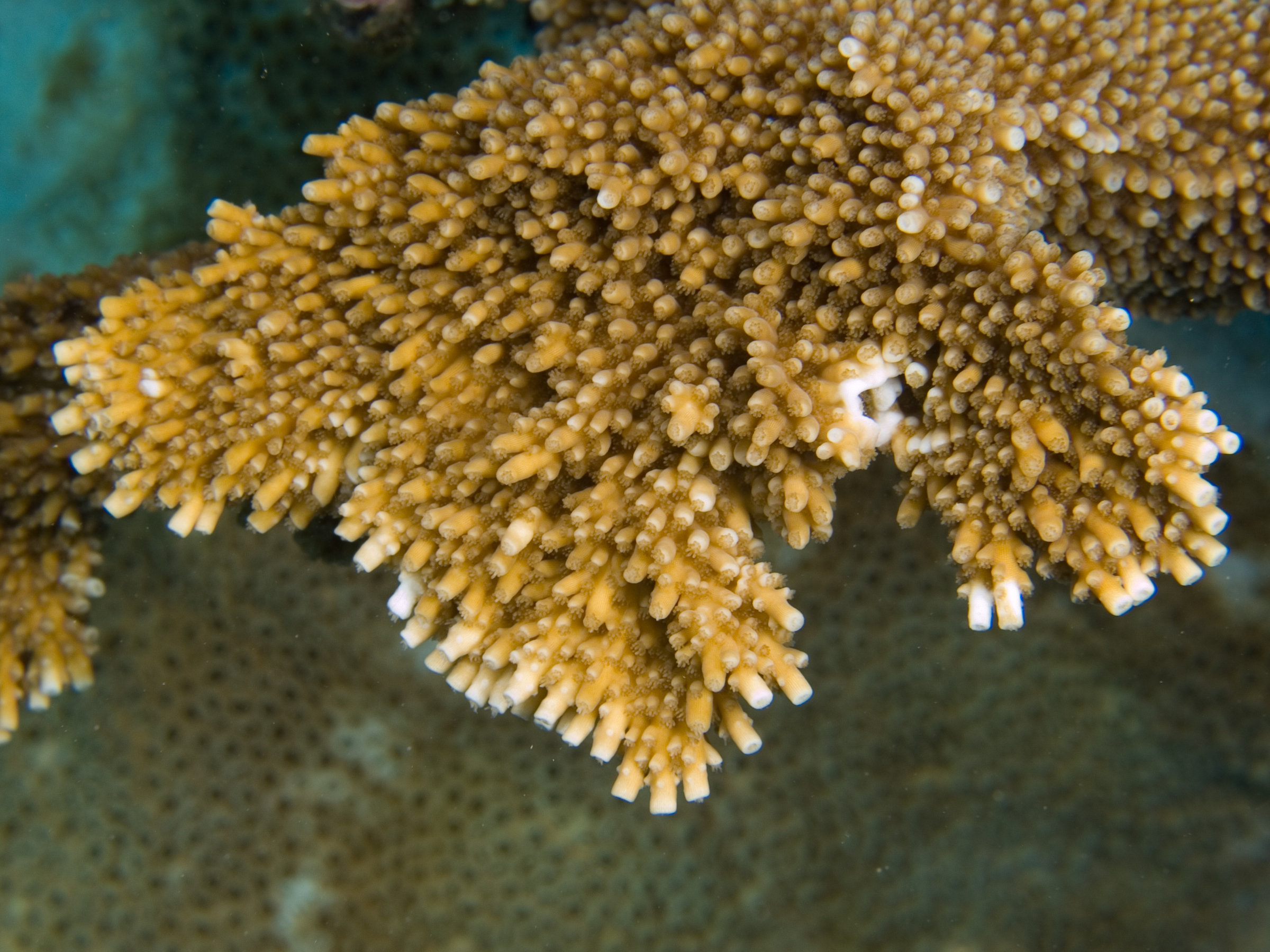
A. palmata, vista de coralitos.
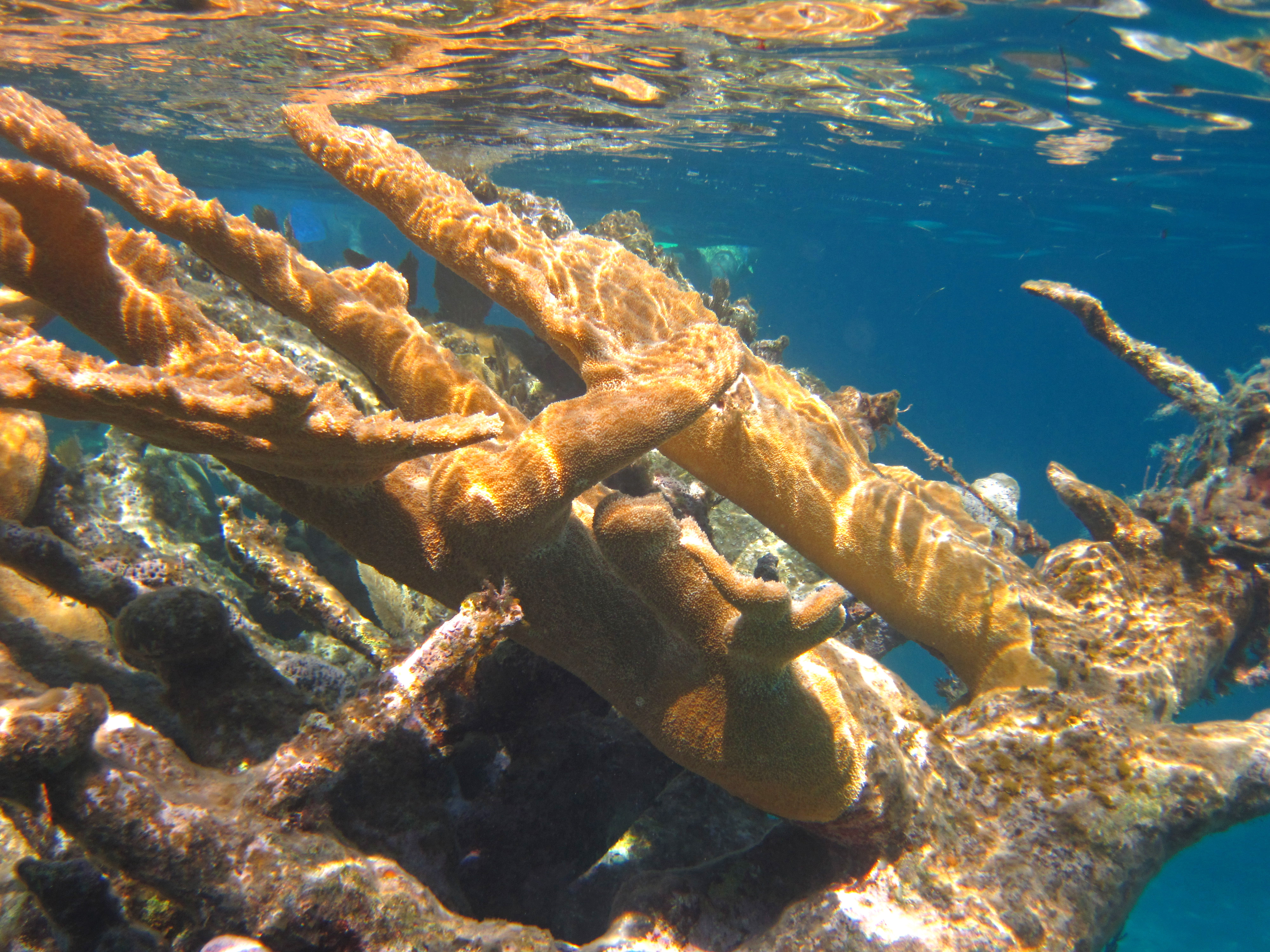
Ramas de A. palmata saliendo del agua, isla San Salvador, Bahamas.
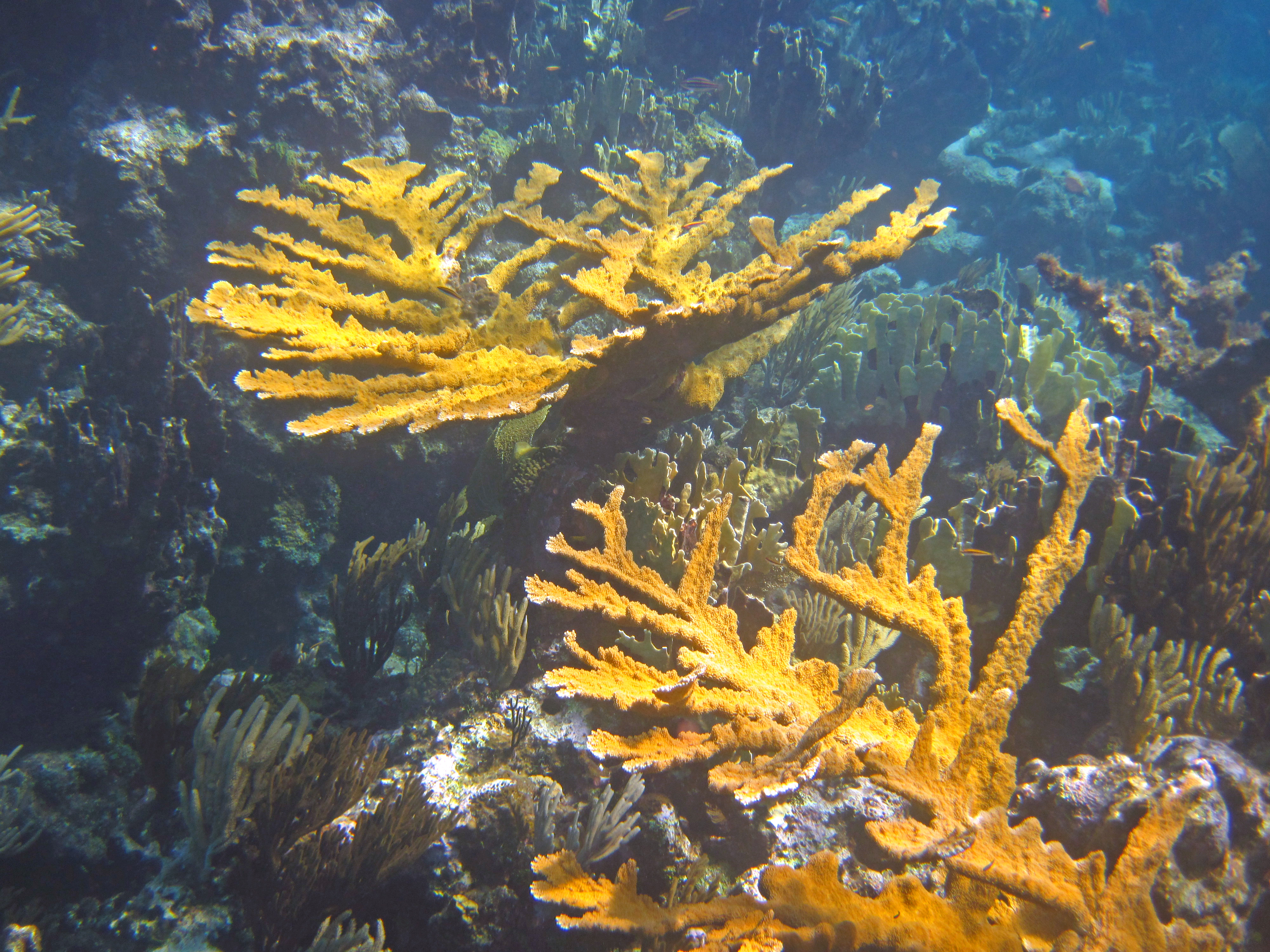
A. palmata, isla San Salvador, Bahamas.
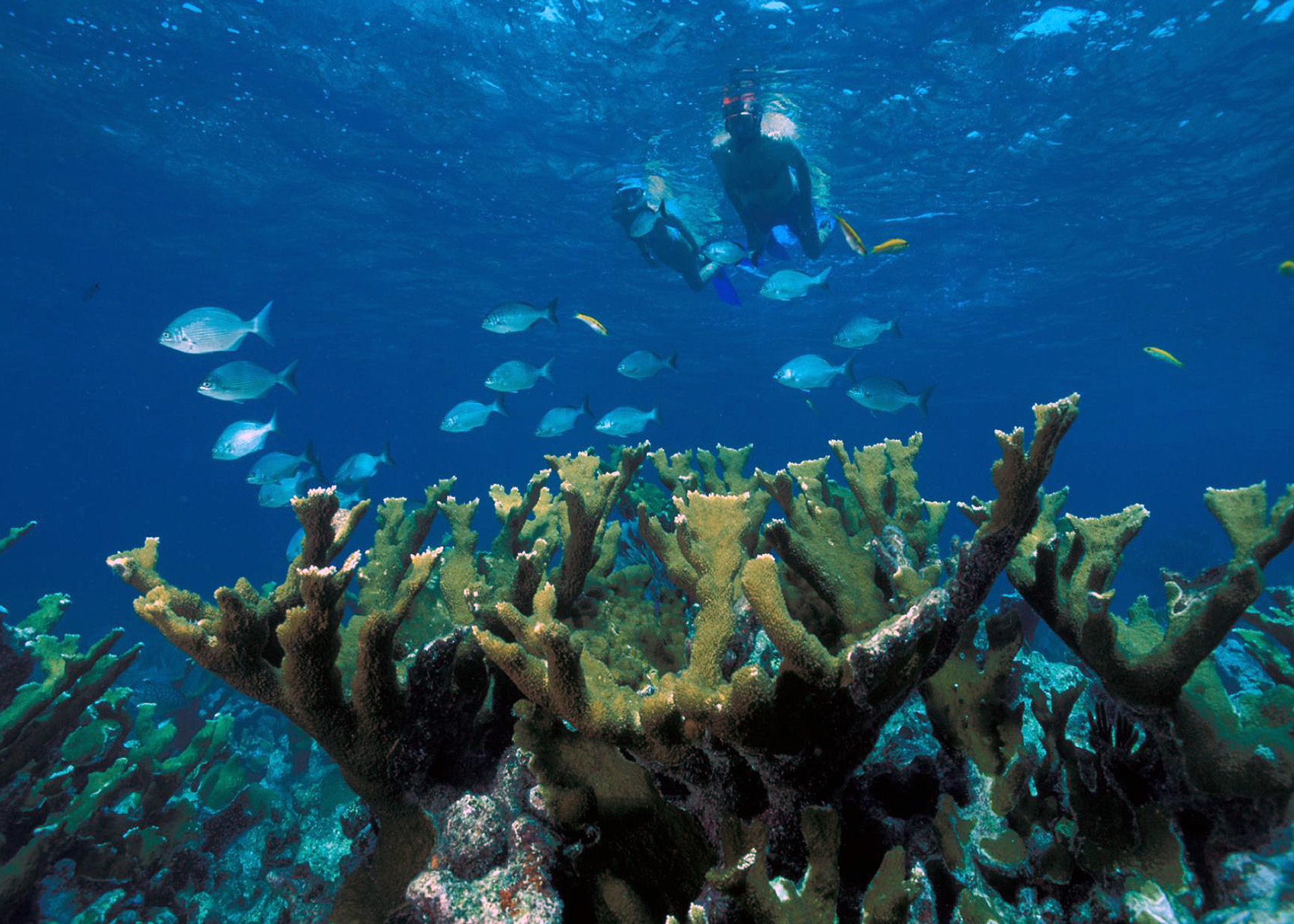
Buceo sobre A. palmata en el Parque Nacional Vizcaíno, Florida.
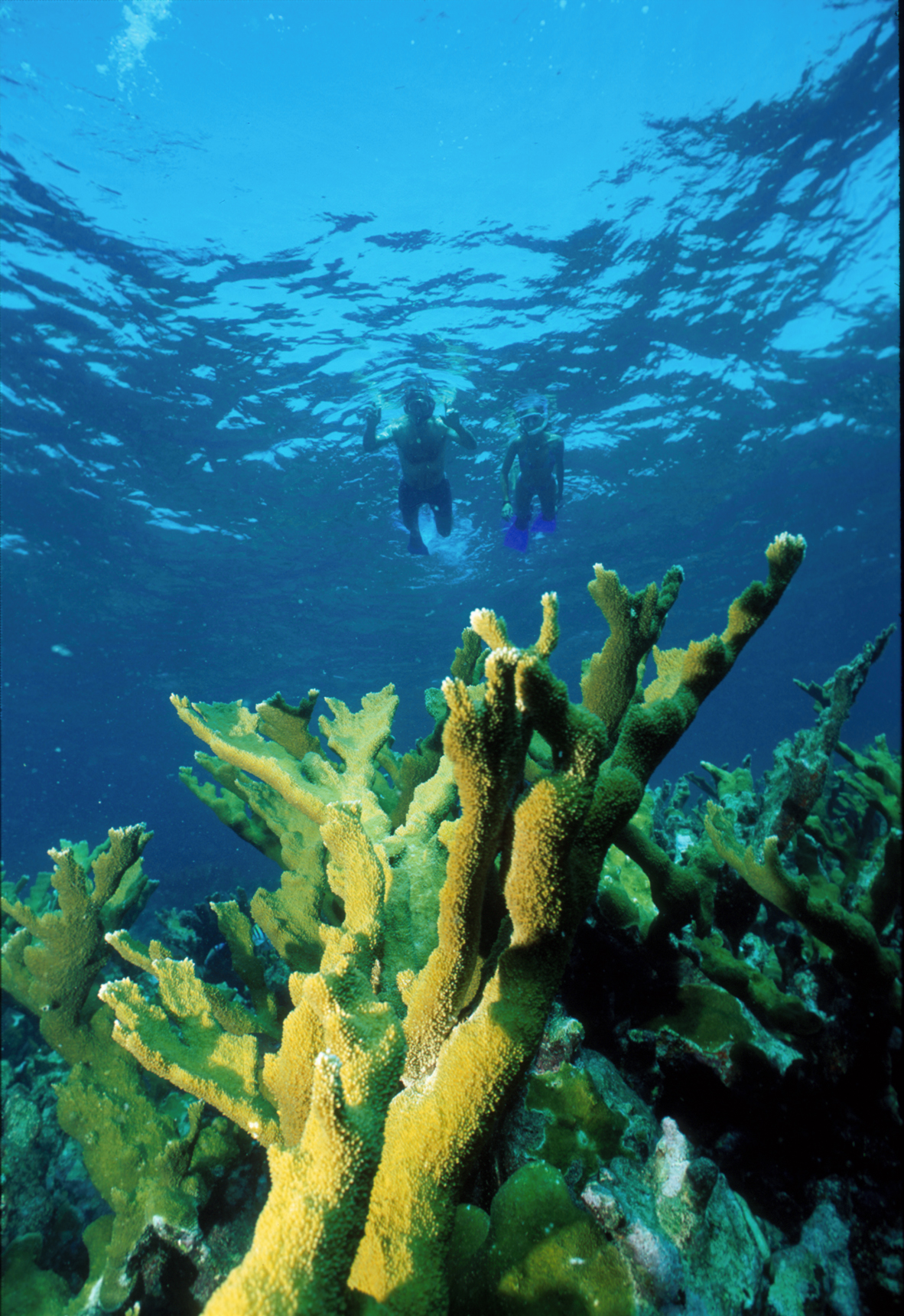
Buceo sobre A. palmata en el Parque nacional Biscayne.
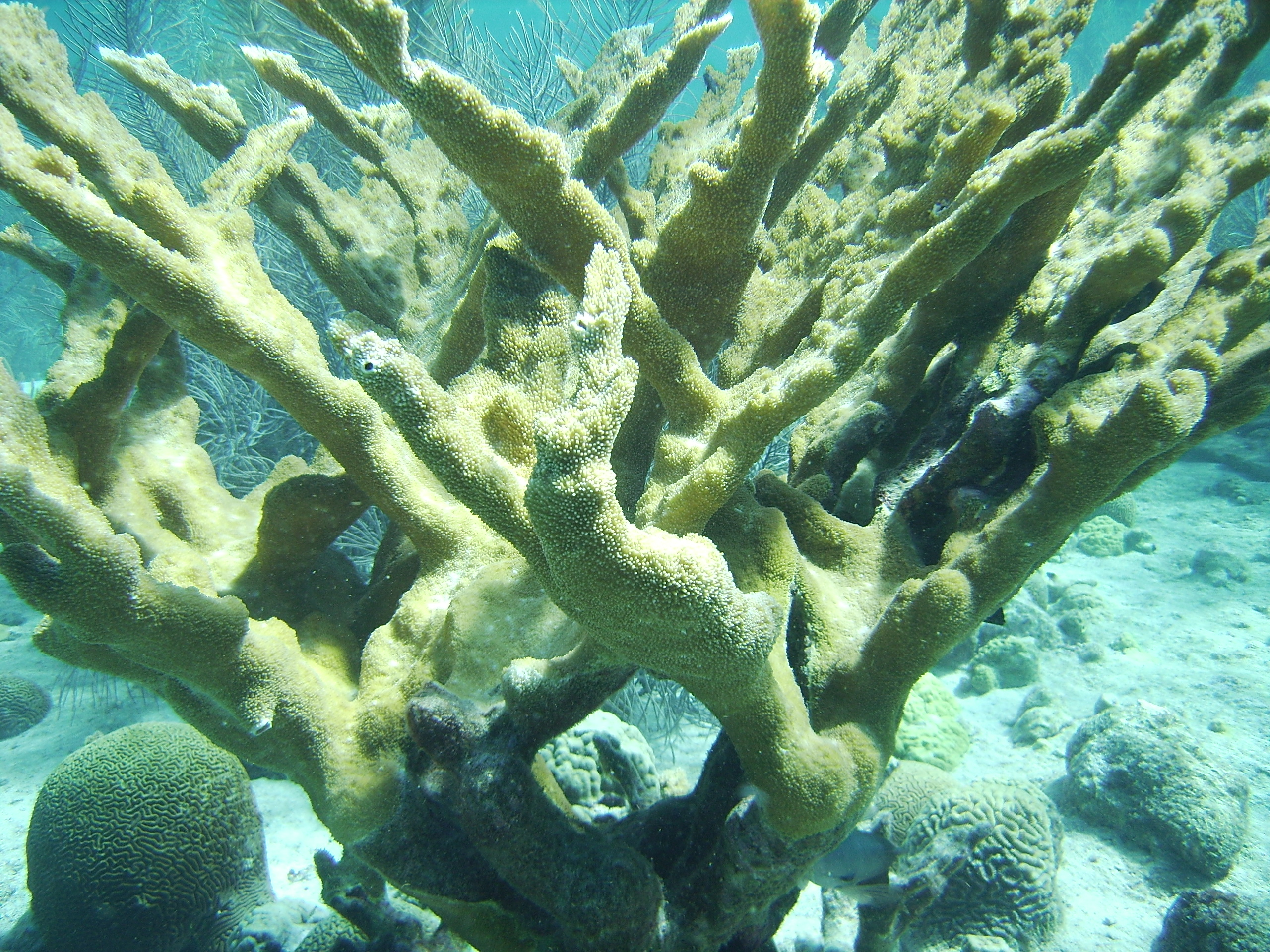
A. palmata.
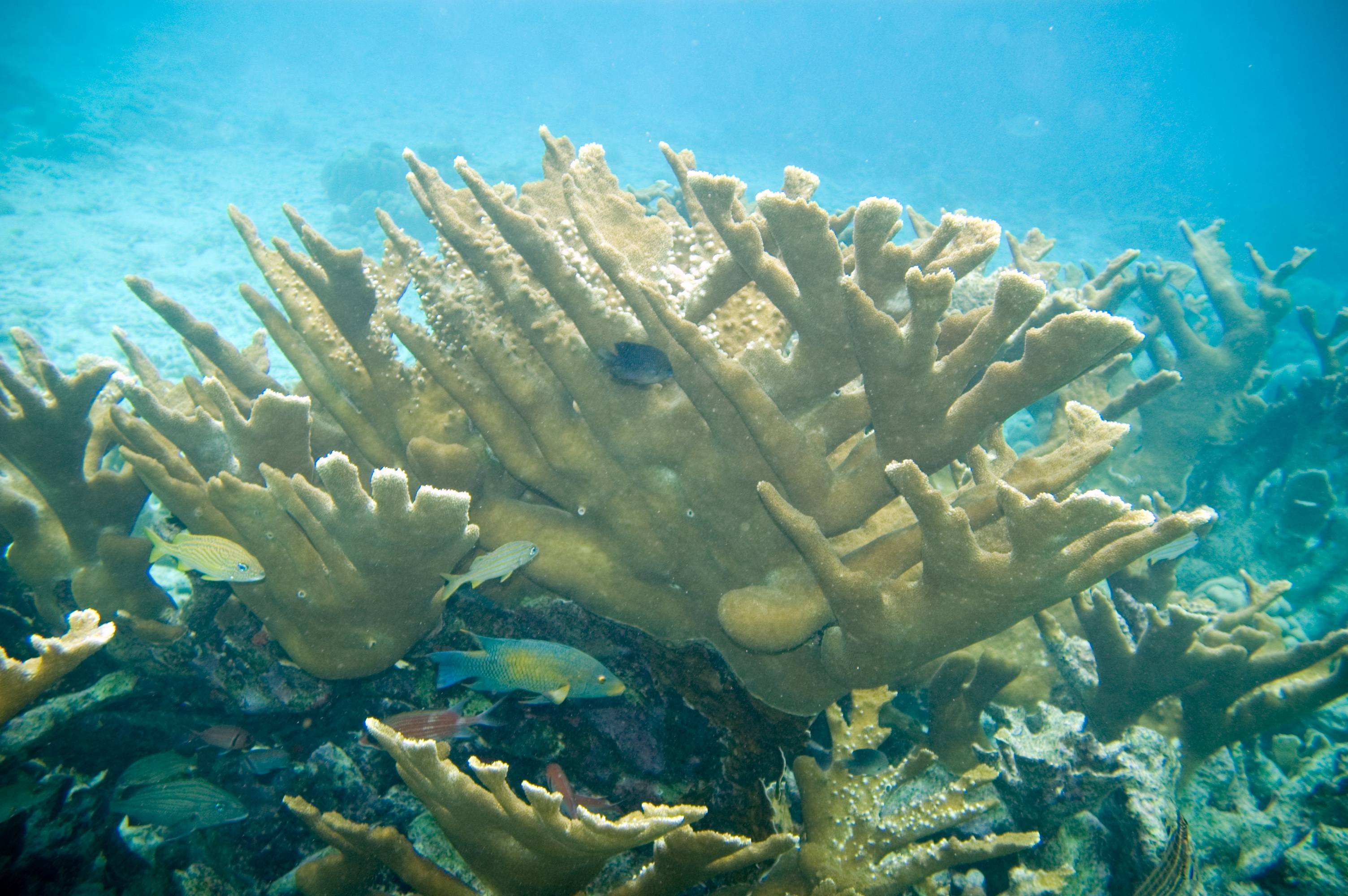
A. palmata en Bonaire.
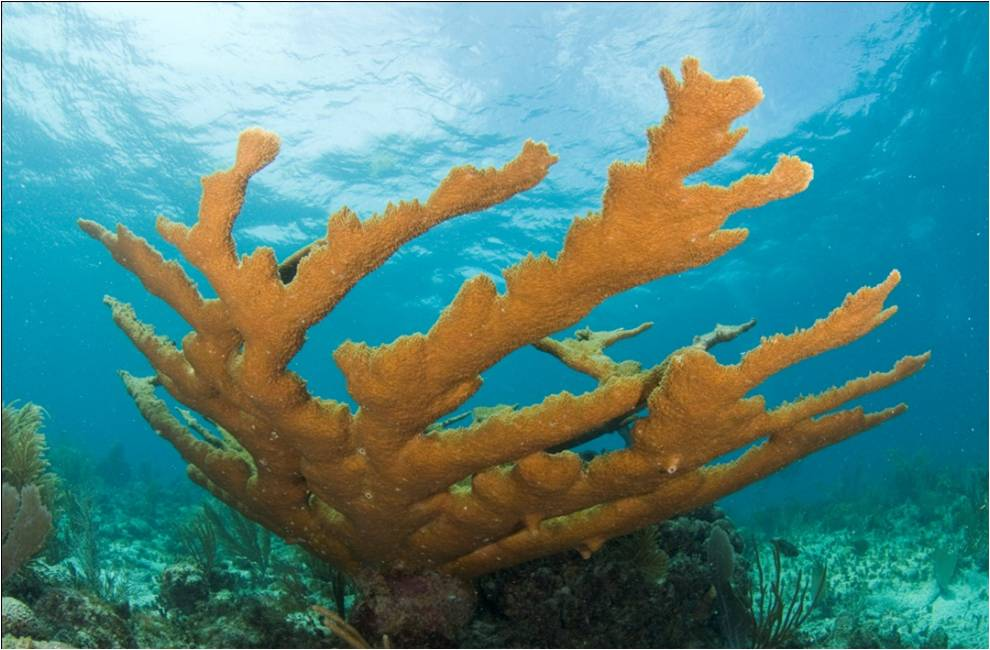
A. palmata en el Caribe.
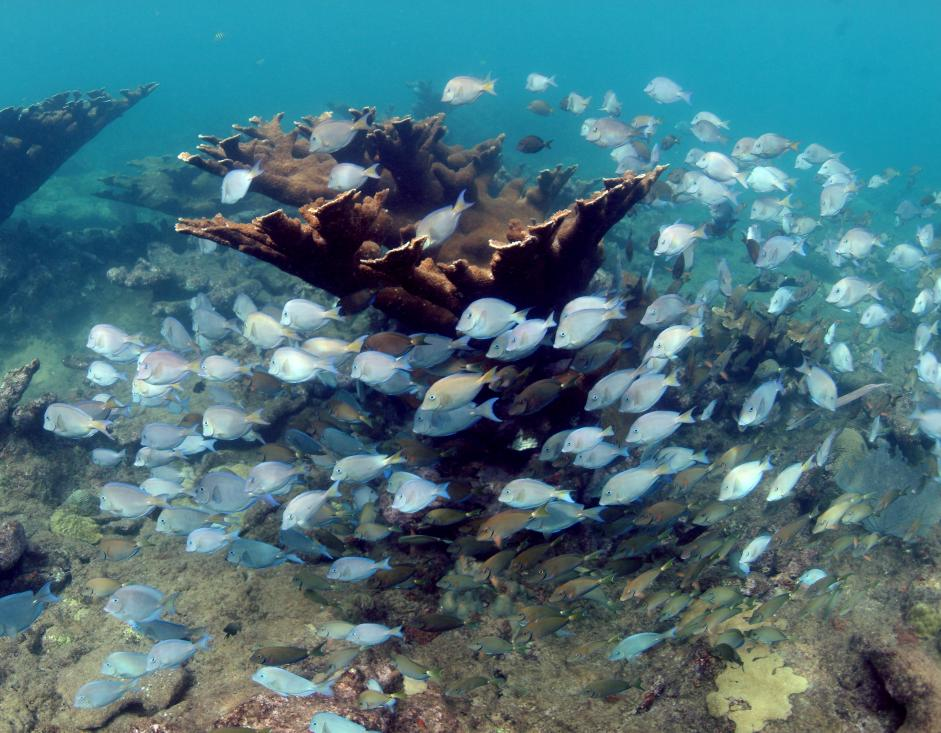
"Escuela" de A. coeruleus rodeando colonia de A. palmata, Puerto Rico.
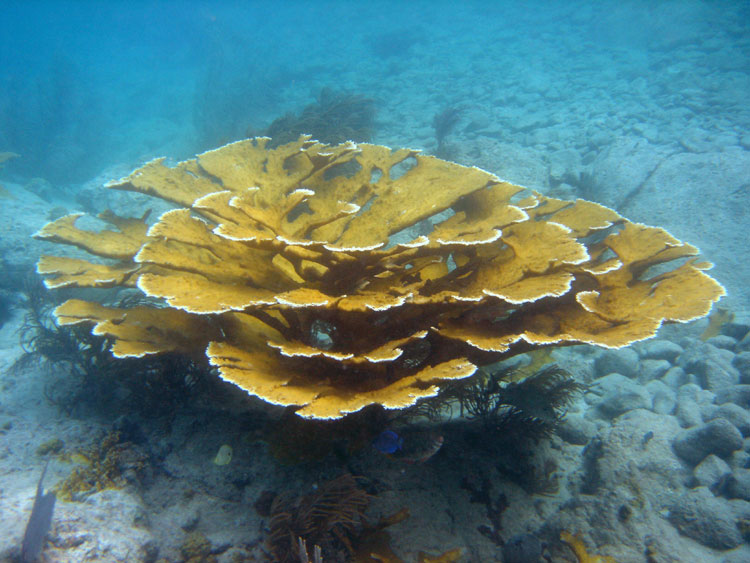
A. palmata en isla San John, islas Vírgenes, EE.UU.

## Hábitat
El coral cuerno de alce ocurre principalmente en aguas poco profundas, cerca de la superficie, en arrecifes exteriores expuestos a fuerte oleaje. Son una de las especies más abundantes en las aguas que van desde 1-5 m de profundidad, y algunas colonias se han registrado en aguas de hasta 20 m de profundidad (por ejemplo, en la isla de Navaza). Su rango de profundidad es entre 1 y 20 m, aunque se reportan localizaciones hasta 41 m, y en un rango de temperatura entre 26 y 28.06 °C.

## Distribución geográfica
Se encuentra en el Caribe, las Bahamas y los cayos de la Florida. Su área de distribución llega hasta el norte del Parque nacional Biscayne, la Florida y hasta el sur de Venezuela. Sin embargo, se ha sugerido que, como resultado del cambio climático, la gama de coral cuerno de alce se ha expandido hacia el norte a lo largo de la península de Florida y hacia el norte del golfo de México.
Es especie nativa de Anguila; Antigua y Barbuda; Bahamas; Barbados; Belice; Bonaire, San Eustatius y Saba (Saba, Sint Eustatius); islas Caimán; Colombia; Costa Rica; Cuba; Curazao; Dominica; República Dominicana; Estados Unidos; Granada; Guadalupe; Haití; Honduras; Jamaica; México; Montserrat; Nicaragua; Panamá; Saint Barthélemy; San Kitts y Nevis; Santa Lucía; San Martín (parte francesa); San Vicente y las Granadinas; San Martín (parte holandesa); Trinidad y Tobago; Turks y Caicos; Venezuela e islas Vírgenes, Británicas.

## Amenazas
El cuerno de alce fue una de las especies más abundantes de coral en el Caribe y los Cayos de la Florida. Desde 1980 se ha estimado que del 90-95 % de este coral se ha perdido. Las amenazas incluyen enfermedades como, el blanqueo de los corales, la depredación, el cambio climático, daños de tormentas, sobrepesca, turismo sin control y la actividad humana. Todos estos factores han creado un efecto sinérgico que disminuye en gran medida la supervivencia y el éxito reproductivo del coral cuerno de alce. La recuperación natural de los corales es un proceso lento, y se dificulta con esta especie, porque hay muchos inhibidores que influyen en su supervivencia.

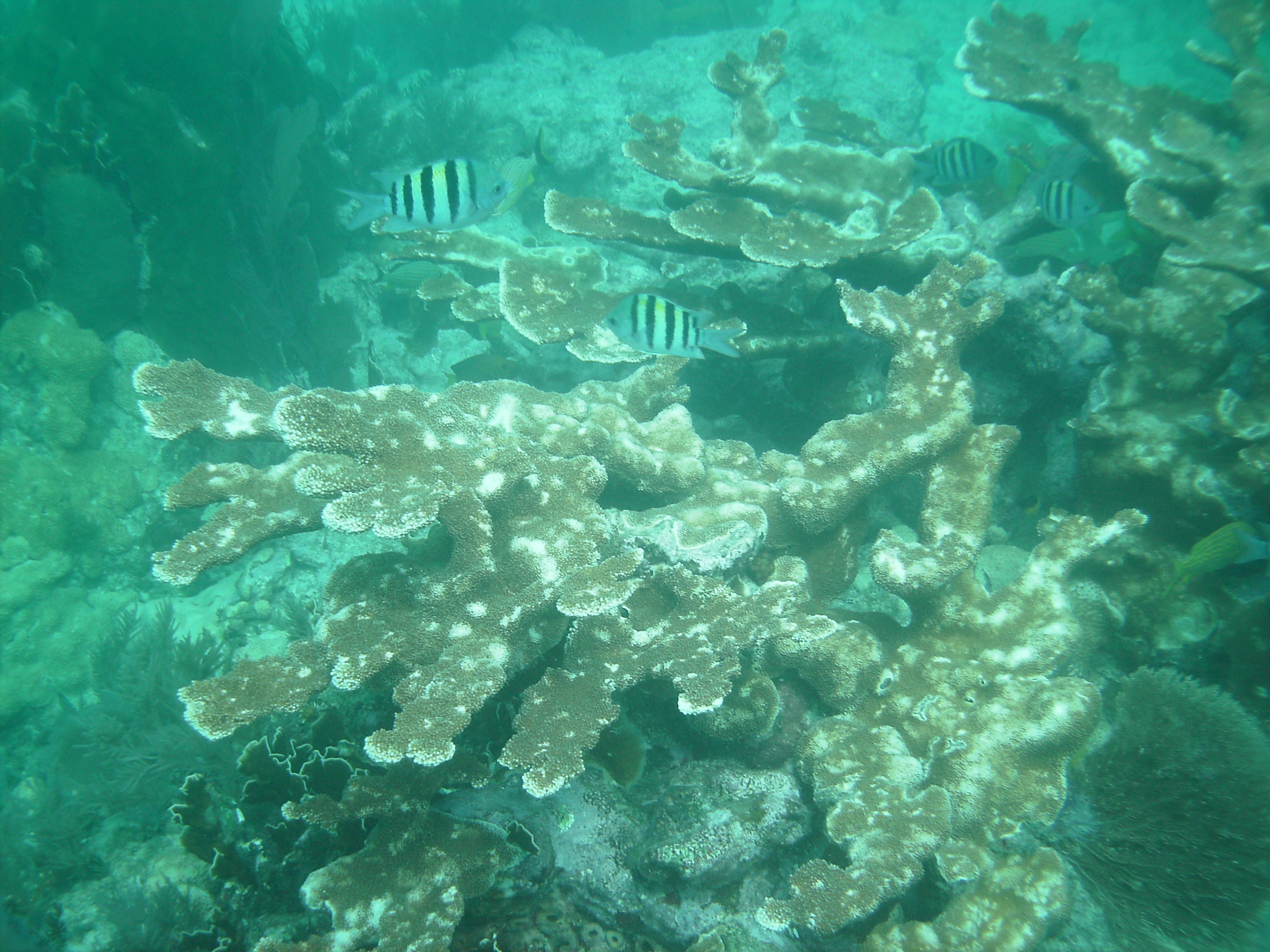
Acropora palmata afectado por serriatosis de acróporas.

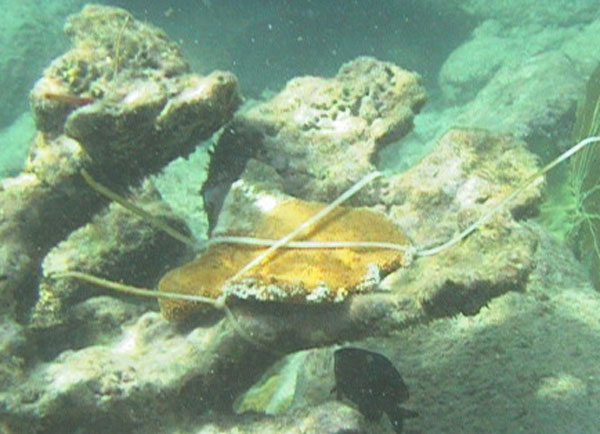
Esqueje de Acropora palmata trasplantado, en julio de 1999, en las islas Virgin, EE. UU.

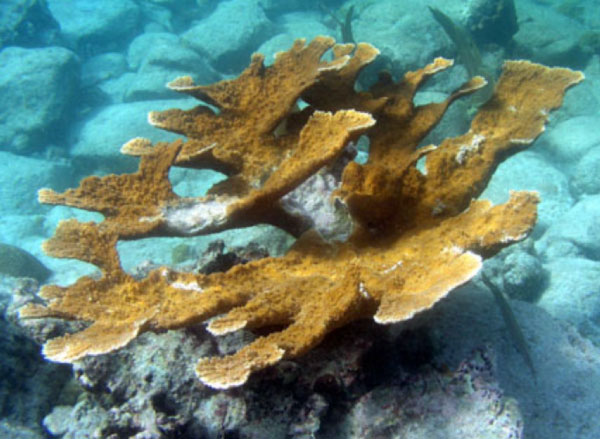
Acropora palmata tras 10 años de trasplante, abril de 2010.

Las enfermedades que afectan al coral cuerno de alce son: la enfermedad de la viruela blanca o serriatosis de acróporas, la enfermedad de banda blanca y la enfermedad de banda negra. La enfermedad de la viruela blanca es una enfermedad que sólo afecta a estos corales. Es causada por un enterobacterium fecal, Serratia marcescens. La enfermedad es muy contagiosa y generalmente se mueve de una colonia a su vecino más cercano. La viruela blanca crea lesiones blancas en el esqueleto del coral y los resultados son la pérdida de tejido, aproximadamente de 2,5 centímetros cuadrados por día, pero puede causar la pérdida de tejido de más de 10,5 centímetros cuadrados por día. La enfermedad de banda blanca y la enfermedad de banda negra también han reducido en gran medida la abundancia del coral. Las enfermedades son una de las principales causas de mortalidad de los corales, sin embargo, no se han estudiado o comprendido suficientemente.
Los depredadores del coral cuerno de alce incluyen caracoles (Abbreviata coralliophila), poliquetos como el gusano barba de fuego y las damiselas. La depredación por parte de estos organismos reduce el crecimiento de los corales y la capacidad de reproducirse. La depredación puede conducir eventualmente a la muerte de unas colonias de corales.

## Conservación
Ha habido varios esfuerzos para la conservación del coral cuerno de alce, que han tenido resultados mixtos. El Santuario Marino Nacional de los Cayos de Florida, ha sido una región protegida para las especies de coral de la zona. Este mismo, también ha elaborado planes para la protección y restauración del coral cuerno de alce. Los esfuerzos de restauración han incluido los intentos de volver a conectar los fragmentos de coral que se rompieron durante los huracanes o por los buques. Los intentos de volver a conectar los fragmentos de coral también se han producido en Puerto Rico y las Islas Vírgenes, pero todos han tenido un éxito limitado.
También se está intentando, para conservar el coral, el cultivo de fragmentos de coral. El Santuario Marino Nacional de los Cayos de Florida, la Administración Nacional Oceánica y Atmosférica de Estados Unidos (NOAA) y el Laboratorio Marino Mote, están teniendo un éxito limitado con los viveros de coral en los cayos de Florida y Puerto Rico. 
En México se han establecido diversas Áreas Naturales Protegidas, como el Parque nacional Cozumel, el Parque nacional Costa Occidental de Isla Mujeres, Punta Cancún y Punta Nizuc, y la Reserva de la Biosfera Arrecifes de Sian ka´an, que fue  declarada Patrimonio de la Humanidad por la Unesco en el año 1987.
La Administración Nacional Oceánica y Atmosférica ha desarrollado, y probado, varios métodos ecológicos para restaurar esta especie de coral. Estos métodos incluyen la eliminación de depredadores de coral y la reintroducción de especies herbívoras en los ecosistemas, que se alimentan de algas nocivas que crecen en el coral.
En 2004, el Centro para la Diversidad Biológica pidió al Servicio Nacional de Pesca Marina (National Marine Fisheries Service, NMFS) que el coral cuerno de alce tenga un lugar en la lista de especies en peligro de extinción. En 2005, el NMFS decidió que el coral cuerno de alce fuese calificado como una especie en peligro de extinción en virtud de la Endangered Species Act de 1973. El 4 de mayo de 2006 el coral cuerno de alce y el coral cuerno de ciervo (A. cervicornis) fueron oficialmente incluidos en la Lista Roja de la UICN.